# Episodi di Deltora Quest

Logo originale dell'anime.

Lista degli episodi della serie Deltora Quest, trasmessa in Giappone dal 6 gennaio 2007 al 29 marzo 2008 e in Italia dal 3 marzo 2010 al 7 ottobre 2010.
| Nº                                                         | Titolo italiano Giapponese 「Kanji」 - Rōmaji - Traduzione letterale                                                     | In onda           | In onda           |
| Nº                                                         | Titolo italiano Giapponese 「Kanji」 - Rōmaji - Traduzione letterale                                                     | Giapponese        | Italiano          |
| Produzione canadese (52 episodi)                           | |                   |                   |
| 1                                                          | L'avventura ha inizio 「リーフ冒険の旅へ」 - Rīfu bōken no tabi e – "Il viaggio avventuroso di Lief"                     | 6 gennaio 2007    | 3 marzo 2010      |
| 2                                                          | Jasmine, la ragazza delle Foreste 「森の少女ジャスミン」 - Mori no shōjo Jasumin                                         | 13 gennaio 2007   | 4 marzo 2010      |
| 3                                                          | Il cavaliere dorato 「黄金の騎士ゴール」 - Kogane no kishi gōru                                                          | 20 gennaio 2007   | 5 marzo 2010      |
| 4                                                          | Il gigante enigmatico 「ナゾナゾ巨人の呪い」 - Nazonazo kyojin no noroi – "La maledizione del gigante enigmatico"        | 27 gennaio 2007   | 6 marzo 2010      |
| 5                                                          | La trappola di Nij e Doj 「ニジとドッジのわな」 - Niji to Dojji no wana                                                  | 3 febbraio 2007   | 7 marzo 2010      |
| 6                                                          | Il mostro del Lago delle Nebbie 「嘆きの湖にすむ怪物」 - Nageki no mizūmi ni sumu kaibutsu                               | 10 febbraio 2007  | 8 marzo 2010      |
| 7                                                          | La Maga Thaegan 「魔女テーガン現る」 - Majo Tēgan genru – "La maga Thaegan appare"                                       | 17 febbraio 2007  | 9 marzo 2010      |
| 8                                                          | La curiosa bottega di Tom 「トムのふしぎな店」 - Tomu no fushigina mise                                                  | 24 febbraio 2007  | 10 marzo 2010     |
| 9                                                          | Le strane usanze di Norat 「クリーンチュルナイ！」 - Kurīn Churunai! – "Pulire Noradzeer!"                               | 3 marzo 2007      | 11 marzo 2010     |
| 10                                                         | La fuga 「牢獄からの脱出」 - Rōgoku kara no dasshutsu – "Fuga dal carcere"                                               | 10 marzo 2007     | 12 marzo 2010     |
| 11                                                         | Al di là del fiume 「はばひろ川を渡れ」 - Habahiro kawa o watare                                                         | 17 marzo 2007     | 13 marzo 2010     |
| 12                                                         | Il re dei ratti 「ラット・シティの王」 - Ratto Shiti no ō – "Il re di Rat City"                                          | 24 marzo 2007     | 14 marzo 2010     |
| 13                                                         | Endon e Jarred 「エンドンとジャード」 - Endon to Jado                                                                    | 31 marzo 2007     | 15 marzo 2010     |
| 14                                                         | Le pietre rubate 「うばわれた宝石」 - Ubawa reta hōseki                                                                  | 7 aprile 2007     | 16 marzo 2010     |
| 15                                                         | Buona sorte, cattiva sorte 「運がいい？わるい？」 - Ungaī? Warui?                                                        | 14 aprile 2007    | 17 marzo 2010     |
| 16                                                         | I Giochi Di Rithmere 「リスメア競技大会」 - Risumea kyōgi taikai                                                         | 21 aprile 2007    | 18 marzo 2010     |
| 17                                                         | La prova di resistenza 「戦え！戦えリーフ」 - Tatakae! Tatakae Līfu – "Combatti! Combatti, Lief"                         | 28 aprile 2007    | 19 marzo 2010     |
| 18                                                         | Jasmine contro Destino 「ジャスミンと謎の男」 - Jasumin to nazo no otoko – "Jasmine e l'uomo misterioso"                 | 5 maggio 2007     | 20 marzo 2010     |
| 19                                                         | Il ragazzo della resistenza 「レジスタンスの少年」 - Rejisutansu no shōnen                                               | 12 maggio 2007    | 21 marzo 2010     |
| 20                                                         | Le sabbie mobili 「うごめく砂の怪物」 - Ugomeku suna no kaibutsu – "Il mostro delle sabbie mobili"                       | 19 maggio 2007    | 22 marzo 2010     |
| 21                                                         | La pietra divina 「神の石ラピスラズリ」 - Kami no ishi rapisurazuri                                                      | 26 maggio 2007    | 23 marzo 2010     |
| 22                                                         | Il ritorno della Maga Thaegan 「魔女テーガンの復活」 - Majo Tēgan no fukkatsu                                            | 2 giugno 2007     | 23 marzo 2010     |
| 23                                                         | La trappola della Maga Thaegan 「恐怖テーガンのわな」 - Kyōfu Tēgan no wana                                              | 9 giugno 2007     | 25 marzo 2010     |
| 24                                                         | L'incontro con Prin 「プリンとの出会い」 - Purin to no deai                                                              | 16 giugno 2007    | 26 marzo 2010     |
| 25                                                         | Vola in alto, Kin! 「キンよ飛べ！大空へ」 - Kin yo tobe! Ōzora e – "Vola, Kin! Verso il cielo"                           | 23 giugno 2007    | 27 marzo 2010     |
| 26                                                         | L'attacco del Vraal 「急襲！怪物ブラール」 - Kyūshū! Kaibutsu burāru – "Attacco! Il mostro Vraal"                        | 30 giugno 2007    | 28 marzo 2010     |
| 27                                                         | Intrappolati sotto la montagna del terrore 「恐怖の山にひそむ者」 - Kyōfu no yama ni hisomu mono                         | 7 luglio 2007     | 10 settembre 2010 |
| 28                                                         | Il grande Gellick 「巨大ゲリックを倒せ」 - Kyodai Gerikku o taose – "Sconfiggere il grande Gellick"                      | 14 luglio 2007    | 11 settembre 2010 |
| 29                                                         | Divisi e uniti 「カーン部隊を叩け！」 - Kān butai o tatake! – "Sconfiggere la squadra Carn!"                             | 21 luglio 2007    | 12 settembre 2010 |
| 30                                                         | I misteriosi Ol 「新たなる怪物オル」 - Aratanaru kaibutsu oru – "I nuovi mostri, gli Ol"                                 | 28 luglio 2007    | 13 settembre 2010 |
| 31                                                         | Arrivederci Jasmine 「さよならジャスミン」 - Sayonara Jasumin                                                            | 4 agosto 2007     | 14 settembre 2010 |
| 32                                                         | La regina del fiume 「リバークイーン号」 - Ribākuīn-gō                                                                   | 11 agosto 2007    | 15 settembre 2010 |
| 33                                                         | L'attacco dei pirati 「リーフ、危機一髪」 - Rifu, kikiippatsu – "Lief alle strette"                                      | 18 agosto 2007    | 16 settembre 2010 |
| 34                                                         | Prigionieri 「盗賊たちのうたげ」 - Tōzoku-tachi no utage – "La festa dei pirati"                                         | 25 agosto 2007    | 17 settembre 2010 |
| 35                                                         | Il labirinto della bestia 「怪物グルーの洞くつ」 - Kaibutsu gurū no dōkutsu – "La caverna del mostro Glus"               | 1º settembre 2007 | 18 settembre 2010 |
| 36                                                         | La vendetta della Maga Thaegan 「魔女テーガンの逆襲」 - Majo Tēgan no gyakushū – "Il contrattacco della Maga Thaegan"    | 8 settembre 2007  | 19 settembre 2010 |
| 37                                                         | Lo specchio della paura 「テーガンと子ども達」 - Tēgan to kodomo-tachi – "Thaegan e i suoi figli"                        | 15 settembre 2007 | 20 settembre 2010 |
| 38                                                         | Il mago Oacus 「魔導士オーカス現る」 - Madō-shi ōkasu genru – "Il mago Oacus appare"                                     | 22 settembre 2007 | 21 settembre 2010 |
| 39                                                         | La promessa 「トーラ族の誓い」 - Tōra-zoku no chikai – "Il giuramento della tribù Tora"                                  | 29 settembre 2007 | 22 settembre 2010 |
| 40                                                         | La valle degli incantesimi 「いましめの谷の番人」 - Imashime no tani no ban'nin – "Il guardiano della valle proibita"    | 6 ottobre 2007    | 23 settembre 2010 |
| 41                                                         | L'ultima pietra 「最後のダイヤモンド」 - Saigo no daiyamondo – "L'ultimo è il diamante"                                  | 13 ottobre 2007   | 24 settembre 2010 |
| 42                                                         | Le sette pietre 「七つの宝石が集う時」 - Nanatsunohōseki ga tsudou toki – "La riunione delle sette pietre"               | 20 ottobre 2007   | 25 settembre 2010 |
| 43                                                         | Nevets impazzito 「スカール大暴走！」 - Sukāru dai bōsō – "La grande furia di Nevets"                                    | 27 ottobre 2007   | 26 settembre 2010 |
| 44                                                         | La battaglia di Withick Mire 「ベタクサ村の攻防」 - Betakusa mura no kōbō – "Attacco e difesa al villaggio di Vetaxa"    | 3 novembre 2007   | 27 settembre 2010 |
| 45                                                         | Il giuramento delle sette tribù 「リーフ、誓いの儀式」 - Rīfu, chikai no gishiki – "Lief, la cerimonia del giuramento"   | 10 novembre 2007  | 28 settembre 2010 |
| 46                                                         | L'ultima battaglia del fuoco 「宿敵オーカスの最後」 - Shukuteki Ōkasu no saigo – "L'ultima battaglia del nemico Oacus"   | 17 novembre 2007  | 29 settembre 2010 |
| 47                                                         | Le sette tribù 「進撃せよ！七部族」 - Shingeki seyo! Nana buzoku – "Avanti! Le sette tribù"                              | 24 novembre 2007  | 30 settembre 2010 |
| 48                                                         | Chi è Dain? 「親友デインの正体」 - Shin'yū Dein no shōtai – "L'identità del buon amico Dain"                             | 1º dicembre 2007  | 1º ottobre 2010   |
| 49                                                         | Un salvataggio disperato 「決死の救出作戦」 - Kesshi no kyūshutsu sakusen                                                | 8 dicembre 2007   | 4 ottobre 2010    |
| 50                                                         | Chi è il prossimo re? 「真実の世継ぎは誰？」 - Shinjitsu no yotsugi wa dare? – "Qual è la verità sull'erede?"            | 15 dicembre 2007  | 5 ottobre 2010    |
| 51                                                         | La battaglia degli Ak-Baba 「決戦アクババ軍団」 - Kessen Akubaba gundan                                                  | 22 dicembre 2007  | 6 ottobre 2010    |
| 52                                                         | La luce delle sette pietre 「七つの宝石の輝く時」 - Nanatsunohōseki no kagayaku toki – "Quando le sette pietre brillano" | 31 dicembre 2007  | 7 ottobre 2010    |
| Episodi non inclusi nell'adattamento canadese (13 episodi) | |                   |                   |
| 53                                                         | 「ふたたび冒険の旅へ」 - Futatabi bōken no tabi e – "Ricomincia l'avventura"                                             | 5 gennaio 2008    | non trasmesso     |
| 54                                                         | 「ジャスミン森へ帰る」 - Jasumin mori e kaeru – "Jasmine ritorna nelle Foreste"                                          | 12 gennaio 2008   | non trasmesso     |
| 55                                                         | 「地下迷宮のワナ」 - Chika meikyū no wana – "La trappola del labirinto sotterraneo"                                      | 19 gennaio 2008   | non trasmesso     |
| 56                                                         | 「フィリの大ピンチ？」 - Firi no dai pinchi? – "Filli in pericolo?"                                                      | 26 gennaio 2008   | non trasmesso     |
| 57                                                         | 「独りぼっちの憲兵団」 - Hitoribotchi no kenpeidan – "La Guardia solitaria"                                              | 2 febbraio 2008   | non trasmesso     |
| 58                                                         | 「トムの店でお留守番」 - Tomu no mise de orushuban – "Prendersi cura del negozio di Tom"                                 | 9 febbraio 2008   | non trasmesso     |
| 59                                                         | 「プリンはじめての恋」 - Purin hajimete no koi – "Il primo amore di Prin"                                                | 16 febbraio 2008  | non trasmesso     |
| 60                                                         | 「トル川の盗賊たち」 - Toru kawa no tōzoku-tachi – "I pirati del fiume Tor"                                              | 23 febbraio 2008  | non trasmesso     |
| 61                                                         | 「奪われたベルト」 - Ubawareta beruto – "La cintura rubata"                                                              | 1º marzo 2008     | non trasmesso     |
| 62                                                         | 「リーフの守った約束」 - Rīfu no mamotta yakusoku – "La promessa mantenuta da Lief"                                      | 8 marzo 2008      | non trasmesso     |
| 63                                                         | 「ネリダとジャスミン」 - Nerida to Jasumin – "Neridah e Jasmine"                                                         | 15 marzo 2008     | non trasmesso     |
| 64                                                         | 「オルのひそむ館」 - Oru no hisomu yakata – "La casa dove si annida l'Ol"                                                | 22 marzo 2008     | non trasmesso     |
| 65                                                         | 「デルトラよ永遠に」 - Derutora yo eien ni – "Deltora per sempre"                                                        | 29 marzo 2008     | non trasmesso     |